# Gornja Ploča
Gornja Ploča je naselje u Republici Hrvatskoj, u sastavu Općine Lovinac, Ličko-senjska županija. 

## Zemljopis
Naselje Ploču čine zaseoci Gornja i Donja Ploča, a ranije i Mala Ploča (današnje Tušice). Nalazi se u sjeveroistočnom dijelu Ličkog polja. U Gornjoj Ploči, podno Pločanskog klanca, izvire rijeka Jadova, najveća pritoka rijeke Like. Gornja Ploča je od Gračaca i Gospića udaljena 27 km, a od Plitvica 60 km.
Kroz Gornju Ploču prolazi državna cesta D522. D522 je državna cesta u Lici, koja povezuje autocestu A1 od čvora Gornja Ploča do Udbine (državna cesta D1). Ukupna duljina iznosi 13,2 km.

### Špilja Debeljača
Špilja u kamenolomu Debeljača nalazi se u Gornjoj Ploči, 5 km sjeverno od naselja Lovinac na istoimenom uzvišenju koje je sastavni dio Ličkog sredogorja. Kamen se na njegovim južnim padinama eksploatirao od 2002. do 2004. godine za potrebe izgradnje autoceste Zagreb-Split. U tom je razdoblju miniranjem urušen strop dijela špiljskog kanala i otvoren jamski ulaz u špilju dimenzija 20 x 10 m. U svibnju 2004. godine počelo se s istraživanjem špilje. Do sada je istraženo i topografski snimljeno 908 m špiljskih kanala koji dopiru do dubine od 66,5 m čime se ova špilja ubraja u srednje duge speleološke objekte. Nedaleko od ulaza u glavnu špilju u smjeru sjeveroistok nalazi se mala špilja. Na temelju njenog položaja i speleomorfoloških karakteristika može se zaključiti da su one dio istog špiljskog sustava.

## Stanovništvo
Prema popisu stanovništva iz 2011. godine, naselje je imalo 45 stanovnika te 12 obiteljskih kućanstava.
| broj stanovnika | 1163  | 1343  | 1287  | 1435  | 1555  | 1410  | 1452  | 1502  | 996   | 939   | 924   | 675   | 494   | 344   | 22    | 45    | 43    |
|                 | 1857. | 1869. | 1880. | 1890. | 1900. | 1910. | 1921. | 1931. | 1948. | 1953. | 1961. | 1971. | 1981. | 1991. | 2001. | 2011. | 2021. |